# Polymermetoden
Fotopolymergravyr eller polymermetoden är ett av många sätt att mångfaldiga bilder. Den är en fotografisk kopieringsmetod som bär släktskap med fotogravyr och offentliggjordes första gången år 1989 av Eli Ponsaing (dansk litograf född 1922). Fotopolymer räknas inom grafiken till en av djuptrycksteknikerna.

## Process
Fotopolymerplåten (FP-plattan) består av två skikt, där ett lager av fotokänslig polymerplast vilar på en tunn plåt. FP-plattan är ursprungligen utvecklad för flexografi, vilket är ett sätt att trycka emballage i stor mängd.
Den ljuskänsliga FP-plattan kontaktexponeras, medan den är fuktig, med en positiv film under UV ljus.
Först genom ett original på OH-plast, sedan genom ett finkornigt raster. Plåten framkallas sedan i 22-gradigt vatten. Under en minut får plåten ligga still i vattnet, och sedan "skrubbar" man med en dabb bort plastskiktet.
Plåten får torka framför fläkt, för att sedan efterbelysas med UV-lampan. När FP-plattan är torr och härdad är den färdig för att infärgas. Tryckningen sker därefter som en etsning i en koppartryckpress.
Metoden påstås vara mindre giftig än den tidigare vanliga tekniken fotoetsning.